# Розсипне (селище)
Розсипне́ — селище Чистяківської міської громади Горлівського району Донецької області, Україна. Селище розташоване в південно-східній частині України за 72 км від обласного центру міста Донецька. Відстань до центру територіальної громади (м. Чистякове) становить 14 км і проходить автошляхом місцевого значення.

## Населення

### Мова
Розподіл населення за рідною мовою за даними перепису 2001 року:
| Мова            | Кількість | Відсоток |
| --------------- | --------- | -------- |
| російська       | 4097      | 80.25%   |
| українська      | 974       | 19.08%   |
| білоруська      | 11        | 0.22%    |
| вірменська      | 1         | 0.02%    |
| румунська       | 1         | 0.02%    |
| інші/не вказали | 21        | 0.41%    |
| Усього          | 5105      | 100%     |

За даними перепису 2001 року населення селища становило 5105 осіб, із них 19,08 % зазначили рідною мову українську, 80,25 %— російську, 0,22 %— білоруську, 0,02 %— вірменську та молдовську мови.
У 1959 році проживало 5990 осіб, з них 2981 чоловіків і 3009 жінок. Переважно в Розсипному живуть росіяни і українці. Велика частина чоловічого населення — шахтарі, що працюють на прилеглих шахтах. У селищі є будівлі заввишки 2, 3 та 5 поверхів, а також велику частину займають індивідуальні будинки.

## Транспорт
У селищі розташована залізнична станція Розсипна на лінії Іловайськ—Чорнухине Донецької залізниці. З цієї станції здійснюється відправлення поїздів у межах Донецької області. Так само здійснюється автобусне сполучення з найближчими населеними пунктами і важливими об'єктами.

## Промисловість
Шахтоуправління «Волинське».